# Briefmarken-Jahrgang 1980 der Deutschen Post der DDR
Der Briefmarken-Jahrgang 1980 der Deutschen Post der DDR umfasste 55 einzelne Sondermarken, fünf Briefmarkenblocks mit jeweils einer Sondermarke und einen Kleinbogen mit zusammen sechs Sondermarken. Achtzehn Briefmarken wurden zusammenhängend gedruckt; dabei gab es drei Paare mit innenliegendem Zierfeld.
Die Deutsche Post der DDR hat in diesem Jahr zehn Dauermarken ausgegeben. Insgesamt erschienen 94 Motive.
Alle Briefmarken-Ausgaben seit 1964 sowie die 2-Mark-Werte der Dauermarkenserie Präsident Wilhelm Pieck und die bereits seit 1961 erschienene Dauermarkenserie Staatsratsvorsitzender Walter Ulbricht waren ursprünglich unbegrenzt frankaturgültig. Mit der Wiedervereinigung verloren alle Marken nach dem 2. Oktober 1990 ihre Gültigkeit.

## Liste der Ausgaben und Motive
Legende
- Bild: Eine bearbeitete Abbildung der genannten Marke. Das Verhältnis der Größe der Briefmarken zueinander ist in diesem Artikel annähernd maßstabsgerecht dargestellt. Sollten keine Marken abgebildet sein, liegt es daran, dass das Urheberrecht des Künstlers noch nicht erloschen ist.
- Beschreibung: Eine Kurzbeschreibung des Motivs und/oder des Ausgabegrundes. Bei ausgegebenen Serien oder Blocks werden die zusammengehörigen Beschreibungen mit einer Markierung versehen eingerückt.
- Wert: Der Frankaturwert der einzelnen Marke in Pfennig. Ein „+“ bedeutet, dass es sich um eine Zuschlagsmarke handelt (= Frankaturwert + Spende).
- Ausgabedatum: Das Datum des erstmaligen Verkaufs dieser Briefmarke.
- Auflage: Soweit bekannt, wird hier die zum Verkauf angebotene Anzahl dieser Ausgabe angegeben.
- Entwurf: Soweit bekannt, wird hier angegeben, von wem der Entwurf dieser Marke stammt.
- Mi.-Nr.: Diese Briefmarke wird im Michel-Katalog unter der entsprechenden Nummer gelistet.

| Sondermarken | |       |                       |            |                                |         |
| Bild         | Beschreibung | Wert  | Ausgabe- datum (1980) | Auflage    | Entwurf                        | Mi.-Nr. |
|              | Olympische Winterspiele 1980, Lake Placid - Bobstart, Ölpastell von Günther Rechn | 10    | 15. Januar            | 8.000.000  | Manfred Gottschall             | 2478    |
|              | - Balance auf dem Eis, Ölgemälde von Johanna Starke | 20    | 15. Januar            | 8.000.000  | Manfred Gottschall             | 2479    |
|              | - Spezialspringer, Plastik von Günter Schütz | 25+10 | 15. Januar            | 3.500.000  | Manfred Gottschall             | 2480    |
|              | - Startvorbereitung, Mischtechnik von Axel Wunsch | 35    | 15. Januar            | 2.000.000  | Manfred Gottschall             | 2481    |
|              | Diese Marke wurde als Briefmarkenblock ausgegeben: - Skiläuferinnen, Ölgemälde von Lothar Zitzmann | 1 M   | 15. Januar            | 2.000.000  | Manfred Gottschall             | 2482    |
|              | Barockgärten - Stille Musik, Großsedlitz | 10    | 29. Januar            | 16.000.000 | Gabriel                        | 2486    |
|              | - Orangerie im Belvedere, Weimar | 20    | 29. Januar            | 8.000.000  | Gabriel                        | 2487    |
|              | - Parterre, Dornburg | 50    | 29. Januar            | 3.500.000  | Gabriel                        | 2488    |
|              | - Schlosspark, Rheinsberg | 70    | 29. Januar            | 2.000.000  | Gabriel                        | 2489    |
|              | Nachrichtenübertragung der Deutschen Post - Nachrichtenübertragung über Kabel- und Funkverbindungen: Kabelverlegung, Intersputnik                                                                                           | 10    | 5. Februar            | 16.000.000 | Manfred Gottschall             | 2490    |
|              | - UKW und Fernsehen, Fernsehturm Dequede | 20    | 5. Februar            | 8.000.000  | Manfred Gottschall             | 2491    |
|              | Bedeutende Persönlichkeiten (VIII) - Johann Wolfgang Döbereiner (1780–1849), Chemiker, im Hintergrund Döbereiner–Feuerzeug                                                                                                  | 5     | 26. Februar           | 5.000.000  | Gerhard Stauf                  | 2492    |
|              | - Frédéric Joliot-Curie (1900–1958), Chemiker und Nobelpreisträger, im Hintergrund Atommodell, Friedenstaube | 10    | 26. Februar           | 16.000.000 | Gerhard Stauf                  | 2493    |
|              | - Johann Friedrich Naumann (1780–1857), Ornithologe, im Hintergrund Rötelfalke | 20    | 26. Februar           | 8.000.000  | Gerhard Stauf                  | 2494    |
|              | - Alfred Wegener (1880–1930), Geophysiker und Meteorologe, im Hintergrund Karte der Kontinentaldrift im Eozän | 25    | 26. Februar           | 4.000.000  | Gerhard Stauf                  | 2495    |
|              | - Carl von Clausewitz (1780–1831), General und Philosoph, im Hintergrund Buchtitel Vom Kriege | 35    | 26. Februar           | 4.500.000  | Gerhard Stauf                  | 2496    |
|              | - Helene Weigel (1900–1971), Schauspielerin und Intendantin, im Hintergrund Gebäude des Berliner Ensemble | 70    | 26. Februar           | 2.000.000  | Gerhard Stauf                  | 2497    |
|              | Leipziger Frühjahrsmesse - Universität Leipzig | 10    | 4. März               | 16.000.000 | Paul Reißmüller                | 2498    |
|              | - Traktor „ZT 303“ | 25    | 4. März               | 4.000.000  | Paul Reißmüller                | 2499    |
|              | Persönlichkeiten der deutschen Arbeiterbewegung (VIII) - Werner Eggerath (1900–1977), Ministerpräsident von Thüringen | 10    | 18. März              | 16.000.000 | Gerhard Stauf                  | 2500    |
|              | Interkosmosprogramm: Gemeinsame bemannte Weltraumflüge Diese Marke wurde als Briefmarkenblock ausgegeben: Kosmonauten, Orbitalkomplex, Interkosmos-Emblem                                                                   | 1 M   | 11. April             | 2.000.000  | Lewinowskij und Detlef Glinski | 2502    |
|              | Olympische Sommerspiele 1980, Moskau (I) - Am Schwebebalken, Plastik von Erich Wurzer | 10    | 22. April             | 16.000.000 | Manfred Gottschall             | 2503    |
|              | - Läufer vor dem Ziel, Öltempera von Lothar Zitzmann | 20+5  | 22. April             | 3.500.000  | Manfred Gottschall             | 2504    |
|              | - Vierer ohne Steuermann, Gemälde von Wilfried Falkenthal | 50    | 22. April             | 2.000.000  | Manfred Gottschall             | 2505    |
|              | 25. Jahre Warschauer Vertrag - Flaggen der Vertragsstaaten, rote Fahne | 20    | 13. Mai               | 8.000.000  | Ralf-Jürgen Lehmann            | 2507    |
|              | Bauwerke im bauhaus-Stil - Konsum-Gebäude, Dessau-Törten (1928); Walter Gropius | 5     | 27. Mai               | 5.000.000  | Lothar Grünewald               | 2508    |
|              | - Gedenkstätte der Sozialisten Berlin-Friedrichsfelde (1926); Ludwig Mies van der Rohe | 10    | 27. Mai               | 16.000.000 | Lothar Grünewald               | 2509    |
|              | - Denkmal für die März-Gefallenen Weimar (1922); Walter Gropius | 15    | 27. Mai               | 4.000.000  | Lothar Grünewald               | 2510    |
|              | - Stahlhaus Dessau-Törten (1926); Georg Muche und Richard Paulick | 20    | 27. Mai               | 8.000.000  | Lothar Grünewald               | 2511    |
|              | - Gewerkschaftsschule Bernau (1928–1930); Hannes Meyer | 50    | 27. Mai               | 3.500.000  | Lothar Grünewald               | 2512    |
|              | - Bauhaus-Gebäude Dessau (1926); Walter Gropius | 70    | 27. Mai               | 2.000.000  | Lothar Grünewald               | 2513    |
|              | Arbeiterfestspiele der DDR, Bezirk Rostock - Bauwerke im Bezirk Rostock | 10    | 10. Juni              | 16.000.000 | Jochen Bertholdt               | 2514    |
|              | - Trachtenpaar aus Mönchgut, Rügen | 20    | 10. Juni              | 8.000.000  | Jochen Bertholdt               | 2515    |
|              | 25. Jahre Interflug, Internationale Luftpostausstellung AEROSOZPHILEX Die folgenden vier Marken wurden als Zusammendruck in Viererblockanordnung ausgegeben: - Radarkomplex Avia-D/Coren, Berlin-Schönefeld (Flugsicherung) | 20    | 10. Juni              | 3.500.000  | Bormann und Bormann            | 2516    |
|              | - Flugzeug, Abfertigungsgebäude, Berlin-Schönefeld (Flughafen) | 25    | 10. Juni              | 3.500.000  | Bormann und Bormann            | 2517    |
|              | - Polnisches Landwirtschaftsflugzeug PLZ-106A (Agrarflug) | 35    | 10. Juni              | 3.500.000  | Bormann und Bormann            | 2518    |
|              | - Doppeldecker AN 2, Multispektralkamera MKF 6 M (Bildflug) | 70    | 10. Juni              | 3.500.000  | Bormann und Bormann            | 2519    |
|              | Diese Marke wurde als Briefmarkenblock ausgegeben: - Vierstrahliges Langstreckenflugzeug IL 62, Erdkugel (Verkehrsflugzeug)                                                                                                 | 1M+10 | 10. Juni              | 2.000.000  | Bormann und Bormann            | 2520    |
|              | Vom Aussterben bedrohte Tiere (I) - Okapi (Okapia johnstoni) | 5     | 24. Juni              | 5.000.000  | Axel Bengs                     | 2522    |
|              | - Katzenbären (Ailurus fulgens) | 10    | 24. Juni              | 16.000.000 | Axel Bengs                     | 2523    |
|              | - Mähnenwolf (Chrysocyon brachyurus) | 15    | 24. Juni              | 4.000.000  | Axel Bengs                     | 2524    |
|              | - Arabische Oryx-Antilope (Oryx leucoryx) | 20    | 24. Juni              | 8.000.000  | Axel Bengs                     | 2525    |
|              | - Weißflügel-Ohrfasan (Crossoptilon crossoptilon) | 25    | 24. Juni              | 3.500.000  | Axel Bengs                     | 2526    |
|              | - Moschusochsen (Ovibos moschatus) | 35    | 24. Juni              | 2.000.000  | Axel Bengs                     | 2527    |
|              | Olympische Sommerspiele 1980, Moskau (II) - Judo, Ölgemälde von Erhard Schmidt | 10    | 8. Juli               | 16.000.000 | Manfred Gottschall             | 2528    |
|              | - Schwimmer, Ölgemälde von Willi Sitte | 20+10 | 8. Juli               | 3.000.000  | Manfred Gottschall             | 2529    |
|              | - Spurt, Bronzeplastik von Siegfried Schreiber | 50    | 8. Juli               | 2.100.000  | Manfred Gottschall             | 2530    |
|              | Diese Marke wurde als Briefmarkenblock ausgegeben: - Spinnaker, Ölgemälde von Karl Raetsch | 1 M   | 8. Juli               | 2.100.000  | Manfred Gottschall             | 2531    |
|              | 6. Briefmarkenausstellung der Jugend, Zella-Mehlis Diese und die folgende Marke wurden als Zusammendruck mit einem dazwischenliegenden Zierfeld ausgegeben: - Suhl um 1700                                                  | 10+5  | 22. Juli              | 3.500.000  | Joachim Rieß                   | 2532    |
|              | - Historische und moderne Gebäude in Suhl | 20    | 22. Juli              | 3.500.000  | Joachim Rieß                   | 2533    |
|              | Optisches Museum der Carl-Zeiss-Stiftung, Jena Die folgenden vier Marken wurden als Zusammendruck in Viererblockanordnung ausgegeben: - Mikroskop von Huntley; London (1740)                                                | 20    | 12. August            | 3.500.000  | Gerhard Voigt                  | 2534    |
|              | - Mikroskop von Magny; Paris (1751) | 25    | 12. August            | 3.500.000  | Gerhard Voigt                  | 2535    |
|              | - Mikroskop von Giovanni Battista Amici; Modena (1845) | 35    | 12. August            | 3.500.000  | Gerhard Voigt                  | 2536    |
|              | - Mikroskop von Carl Zeiss; Jena (1873) | 70    | 12. August            | 3.500.000  | Gerhard Voigt                  | 2537    |
|              | Internationale Mahn- und Gedenkstätten - Mahnmal in der Gedenkstätte Majdanek (Polen) | 35    | 26. August            | 3.500.000  | Joachim Rieß                   | 2538    |
|              | Leipziger Herbstmesse - Leipzig-Information am Sachsenplatz | 10    | 26. August            | 16.000.000 | Joachim Rieß                   | 2539    |
|              | - Textima-Teppichwirkmaschine „Licoflor“ | 25    | 26. August            | 4.000.000  | Joachim Rieß                   | 2540    |
|              | Interparlamentarische Konferenz, Berlin Teilansicht des Berliner Stadtzentrums mit Palast der Republik und Fernseh- und UKW-Turm                                                                                            | 20    | 9. September          | 8.000.000  | Bobbe                          | 2542    |
|              | 400. Geburtstag von Frans Hals - „Lachender Knabe mit einer Flöte“ | 10    | 23. September         | 16.000.000 | Horst Naumann                  | 2543    |
|              | - „Bildnis eines jungen Mannes im gelbgrauen Rock“ | 20    | 23. September         | 8.000.000  | Horst Naumann                  | 2544    |
|              | - „Der Mulatte“ | 25    | 23. September         | 3.500.000  | Horst Naumann                  | 2545    |
|              | - „Bildnis eines jungen Mannes im schwarzen Rock“ | 35    | 23. September         | 2.000.000  | Horst Naumann                  | 2546    |
|              | Diese Marke wurde als Briefmarkenblock ausgegeben: - Selbstbildnis, Kreidezeichnung | 1 M   | 23. September         | 2.000.000  | Horst Naumann                  | 2547    |
|              | Internationale Solidarität - Erhobene Faust, roter Stern, durchbrochener Stacheldraht | 10+5  | 14. Oktober           | 3.500.000  | Gerhard Voigt                  | 2548    |
|              | Europäische Speisepilze - Birken-Rotkappe (Leccinum testaceoscabrum) | 5     | 28. Oktober           | 5.000.000  | Gerhard Schmidt                | 2551    |
|              | - Flockenstieliger Hexen-Röhrling (Boletus erythropus) | 10    | 28. Oktober           | 16.000.000 | Gerhard Schmidt                | 2552    |
|              | - Wiesen-Champignon (Agaricus campestris) | 15    | 28. Oktober           | 3.500.000  | Gerhard Schmidt                | 2553    |
|              | - Maronen-Röhrling (Xerocomus badius) | 20    | 28. Oktober           | 8.000.000  | Gerhard Schmidt                | 2554    |
|              | - Steinpilz (Boletus edulis) | 35    | 28. Oktober           | 4.000.000  | Gerhard Schmidt                | 2555    |
|              | - Pfifferling (Cantharellus cibarius) | 70    | 28. Oktober           | 2.000.000  | Gerhard Schmidt                | 2556    |
|              | Geophysik Die folgenden vier Marken wurden als Zusammendruck in Viererblockanordnung ausgegeben: - Gravimetrie | 20    | 11. November          | 3.500.000  | Lothar Grünewald               | 2557    |
|              | - Bohrloch-Messung, Wassererkundung | 25    | 11. November          | 3.500.000  | Lothar Grünewald               | 2558    |
|              | - Seismik | 35    | 11. November          | 3.500.000  | Lothar Grünewald               | 2559    |
|              | - Seismologie | 50    | 11. November          | 3.500.000  | Lothar Grünewald               | 2560    |
|              | Schmalspurbahnen in der DDR (I) Diese Marke wurde mit Mi.Nr. 2664 als Zusammendruck mit einem dazwischenliegenden Zierfeld ausgegeben: Schmalspurbahn Radebeul Ost–Radeburg (Spurweite 750 mm) - Lokomotive                 | 20    | 25. November          | 3.500.000  | Detlef Glinski                 | 2562    |
|              | Diese Marke wurde mit Mi.Nr. 2665 als Zusammendruck mit einem dazwischenliegenden Zierfeld ausgegeben: Bahn Bad Doberan-Kühlungsborn (Spurweite 900 mm) - Lokomotive                                                        | 20    | 25. November          | 3.500.000  | Detlef Glinski                 | 2563    |
|              | Diese Marke wurde mit Mi.Nr. 2662 als Zusammendruck mit einem dazwischenliegenden Zierfeld ausgegeben: Schmalspurbahn Radebeul Ost–Radeburg (Spurweite 750 mm) - Personenwagen                                              | 25    | 25. November          | 3.500.000  | Detlef Glinski                 | 2564    |
|              | Diese Marke wurde mit Mi.Nr. 2663 als Zusammendruck mit einem dazwischenliegenden Zierfeld ausgegeben: Bahn Bad Doberan-Kühlungsborn (Spurweite 900 mm) - Personenwagen                                                     | 35    | 25. November          | 3.500.000  | Detlef Glinski                 | 2565    |
|              | Historisches Spielzeug (I): Verkehrsmittel Diese und die folgenden fünf Marken wurden zusammen als Kleinbogen ausgegeben: - Lokomotive (um 1850)                                                                            | 10    | 9. Dezember           | 2.000.000  | Axel Bertram                   | 2566    |
|              | - Flugzeug (vor 1914) | 20    | 9. Dezember           | 2.000.000  | Axel Bertram                   | 2567    |
|              | - Dampfwalze (um 1920) | 25    | 9. Dezember           | 2.000.000  | Axel Bertram                   | 2568    |
|              | - Schiff (um 1825) | 35    | 9. Dezember           | 2.000.000  | Axel Bertram                   | 2569    |
|              | - Auto (um 1900) | 40    | 9. Dezember           | 2.000.000  | Axel Bertram                   | 2570    |
|              | - Ballon (um 1920) | 50    | 9. Dezember           | 2.000.000  | Axel Bertram                   | 2571    |
| Dauermarken  | |       |                       |            |                                |         |
| Bild         | Beschreibung | Wert  | Ausgabe- datum (1980) | Auflage    | Entwurf                        | Mi.-Nr. |
|              | Aufbau in der DDR, Kleinformat (V) - Pelikan, Alfred-Brehm-Haus, Tierpark Berlin | 5     | 29. Januar            | unbekannt  | Manfred Gottschall             | 2483    |
|              | - Palast der Republik, Berlin | 10    | 29. Januar            | unbekannt  | Manfred Gottschall             | 2484    |
|              | - Lenindenkmal, Wohnhochhaus, Berlin | 20    | 29. Januar            | unbekannt  | Manfred Gottschall             | 2485    |
|              | Aufbau in der DDR, Kleinformat (VI) - Neubauten auf der Fischerinsel, Berlin | 15    | 18. März              | unbekannt  | Manfred Gottschall             | 2501    |
|              | Aufbau in der DDR, Kleinformat (VII) - Karl-Marx-Monument vor Neubauten, Karl-Marx-Stadt | 35    | 13. Mai               | unbekannt  | Manfred Gottschall             | 2506    |
|              | Aufbau in der DDR, Kleinformat (VIII) - Alexanderplatz, Berlin | 25    | 10. Juni              | unbekannt  | Manfred Gottschall             | 2521    |
|              | Aufbau in der DDR, Kleinformat (IX) - Brandenburger Tor, Berlin | 40    | 26. August            | unbekannt  | Manfred Gottschall             | 2541    |
|              | Aufbau in der DDR, Kleinformat (X) - Neue Wache, Berlin | 50    | 14. Oktober           | unbekannt  | Manfred Gottschall             | 2549    |
|              | - Staatswappen | 2 M   | 14. Oktober           | unbekannt  | Manfred Gottschall             | 2550    |
|              | Aufbau in der DDR, Kleinformat (XI) - Sowjetisches Ehrenmal, Berlin-Treptow | 1 M   | 11. November          | unbekannt  | Manfred Gottschall             | 2561    |

### Kleinbogen und Zusammendrucke

25. Jahre Interflug, Internationale Luftpostausstellung AEROSOZPHILEX